# دورية

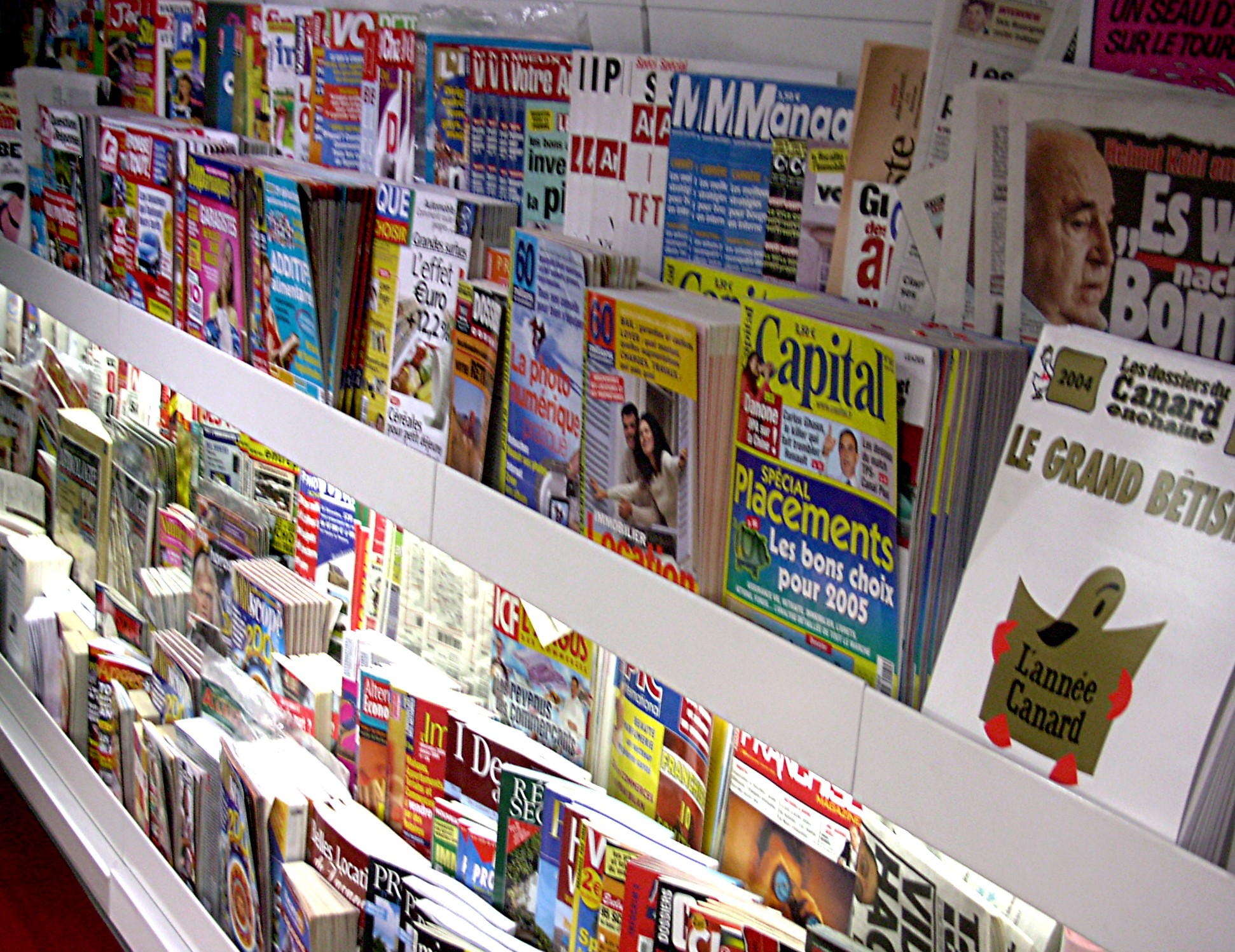

الدورية هي عمل منشور يصدر بشكل دوري ضمن برنامج محدد. يمكن أن يكون النشر مطبوعاً أو أن يكون إلكترونياً، كما يمكن للفترة الزمنية أن تتفاوت بين الإصدار اليومي كما في الصحف اليومية، أو الأسبوعي كما في بعض المجلات، أو بشكل شهري، أو يمكن أن يكون الإصدار كل ثلاثة أشهر في بعض الحالات.
هناك أمثلة أخرى على الدوريات مثل الرسائل الإخبارية أو كما في بعض الدوريات العلمية.

## اقرأ أيضاً
- دورية علمية